# Paulo da Silva
Paulo César da Silva Barrios, född 1 februari 1980 i Asunción i Paraguay, är en paraguayansk fotbollsspelare som sedan 2013 spelar för den mexikanska klubben Toluca och Paraguays fotbollslandslag.